# Хубчев, Петр
Пе́тр Кынчев Ху́бчев (болг. Петър Кънчев Хубчев; 26 февраля 1964, Гложене, община Тетевен, Ловечская область, Болгария) — болгарский футболист, центральный защитник. Тренер.

## Карьера

### Клубная
Хубчев закончил спортивное училище в Ловече и начал карьеру игрока в местном клубе второго дивизиона «Осам» (сейчас клуб носит название «Литекс»). За «Осам» он сыграл 249 матчей, был замечен тренерами сборной и вызван в главную команду страны.
В 1989 году перешёл в софийский «Левски», в котором за пять лет выиграл два чемпионата Болгарии и два Кубка страны.
После успешного выступления на чемпионате мира 1994 года, Хубчев подписал контракт с немецким «Гамбургом», был одно время капитаном команды.
В 1996 году он перешёл в «Айнтрахт», в котором и закончил карьеру игрока в возрасте 38 лет. В последнем своём сезоне (2001/02) играл за дубль «Айнхрахта», в 2004 и 2006 годах провёл несколько матчей в любительской лиге за клуб «Италия Энкхайм».
Всего в Бундеслиге сыграл 128 матчей и забил 2 гола.

### В сборной
За сборную Болгарии Петр Хубчев впервые сыграл 25 апреля 1984 года в матче с Грецией, при этом он был игроком клуба второго дивизиона. Участвовал в финальных турнирах чемпионата мира-1994 (7 матчей, бронзовая медаль) и Евро-1996 (2 матча). В отборочном турнире к Евро-1996 был капитаном сборной. Последний матч за национальную команду провёл 1 сентября 1996 года против Израиля. Всего за сборную сыграл 35 матчей.

### Тренерская
В 2003 году Пламен Марков пригласил его в качестве своего помощника в тренерский штаб сборной Болгарии, которая смогла квалифицироваться на Евро-2004. После чемпионата Европы недолго работал помощником нового тренера сборной Христо Стоичкова, потом тренировал германский клуб низшей лиги «Бад Фильбель», в 2005 году короткое время был тренером софийской «Славии». В 2006 году вернулся в Германию, тренировал дубль «Айнтрахта», с января до мая 2008 года — дубль «Вольфсбурга». Два года возглавлял «Черноморец» Поморие, потом с июня 2011 до июня 2012 — «Ботев» из Пловдива, с июня 2012 тренировал «Берое».

## Достижения
- Орден «Стара-планина» I степени (20 июля 1994 года)[1]
- Почётный гражданин Софии.
- Почётный гражданин Стара-Загоры.
- Почётный гражданин Ловеча.

Как игрока
«Левски»
- Чемпион Болгарии: 1992/93, 1993/94
- Обладатель Кубка Болгарии: 1991, 1992

Сборная Болгарии
- Бронзовый призёр Чемпионата мира: 1999

Как тренера
- Обладатель Кубка Болгарии: 2012/13
- Обладатель Суперкубка Болгарии: 2013